# Antônio de Sá Camargo
Antônio de Sá Camargo, primeiro e único barão e visconde de Guarapuava (Palmeira, 25 de abril de 1807 — Guarapuava, 12 de novembro de 1896) foi pecuarista, benfeitor, político e nobre brasileiro.

## Vida
O coronel, depois Barão e Visconde de Guarapuava, Antônio de Sá Camargo nasceu numa das mais tradicionais famílias paranaenses. Era filho do tenente Antonio Joaquim de Camargo Pontes, natural do estado de São Paulo e de Mathilde Umbelina da Glória, filha do fundador de Palmeira, Manoel José de Araújo, que era pai da Viscondessa do Tibagi, Cherubina Rosa Marcondes de Sá.
Desde muito cedo teve uma vida marcada pelo trabalho e dedicação às suas obrigações, transferindo-se para Guarapuava por volta de 1828, com o objetivo de assumir os negócios de seu pai naquela região, mais precisamente, na localidade chamada Pinhão (hoje cidade), o qual possuía estabelecimentos pastoris decorrentes da mais lucrativa das atividades na região Sul do país que foi o Tropeirismo.
Casou-se com sua prima Zeferina Marcondes de Sá, na cidade de Palmeira em 1836, levando-a para residir em Guarapuava, sendo que tiveram um filho chamado Firmino nascido em 18 de junho de 1838.

### Acontecimento trágico
Um fato em particular marcou tragicamente a vida deste casal, no ano de 1867. Zeferina pede às escravas para prepararem o banho do primogênito, e único filho, Firmino. Quando a mãe, que estava em outro cômodo da casa, retorna à bacia e mergulha a criança na água percebe imediatamente que a água ainda não estava temperada, e assim, em um ato falho, mãe e filho desmaiam e Firmino não resiste às queimaduras e falece.
Antônio de Sá Camargo inconformado com o ocorrido e atribuindo a culpa ao descuido de sua esposa, que era 14 anos mais nova, resolve separar-se e devolvê-la a seus pais e a partir daí viver pelo resto de sua vida sem a companhia de uma esposa. Porém, não se separa legalmente, pois, como era de costume perante a sociedade da época, deveria ainda permanecer casado, pois, como homem de bem e em virtude de suas atividades profissionais deveria manter a imagem de homem casado.

## Títulos de nobreza
Recebeu do Imperador Dom Pedro II o título de Barão, em 14 de julho de 1870, por seus serviços prestados ao país na Guerra do Paraguai como Comandante Superior da Guarda Nacional. Em 31 de agosto de 1880, por decreto do Gabinete liberal de Cansanção de Sinimbu, Antônio de Sá Camargo foi agraciado com o título de Visconde de Guarapuava. O fato de Sá Camargo não estar legalmente separado da esposa, Zeferina Marcondes de Sá, permitiu com que ela também obtivesse os títulos  de Baronesa e Viscondessa de Guarapuava.
Os títulos de nobreza foram motivados pela extensa folha de serviços prestados por Sá Camargo à sociedade paranaense. Pois, além de fazendeiro, coronel, chefe superior da guarda nacional na Província do Paraná foi também por várias vezes deputado e em 1865, eleito vice-presidente da província.
Ajudou com recursos financeiros a Guerra do Paraguai, para as obras de construção da Igreja Matriz de Nossa Senhora de Belém (atual Catedral Metropolitana de Guarapuava), da Câmara de Vereadores, da Cadeia Pública, do Teatro Santo Antônio e do Cemitério Municipal, todos de Guarapuava. Também auxiliou na construção da Catedral de Curitiba, da Igreja da Ordem Terceira, do Museu Paranaense, da Sociedade de Imigração de Curitiba e das Santas Casas de Misericórdia de Curitiba e de Paranaguá. Fez empréstimos à Província do Paraná nos primeiros anos da sua existência para suprir necessidades, como reconhecido pelo Visconde de Taunay, presidente da província, ao homenagear o Visconde de Guarapuava como nome da Sala de Honra da Biblioteca Pública do Paraná.
Além disso, era filiado à Loja Maçônica Philantropia Guarapuavana, onde atingiu o grau 18.
Fez parte de um dos maiores, tradicionais e influentes clãs políticos da história do Paraná durante o século XIX.

## Falecimento
Antonio de Sá Camargo, o Visconde de Guarapuava, faleceu em 12 de novembro de 1896, em Guarapuava. Seu corpo está sepultado no Cemitério Municipal de Guarapuava, ao lado das cinzas do capitão-mor povoador Antônio da Rocha Loures, falecido em 20 de fevereiro de 1849.
No dia 7 de novembro de 1947, data do cinquentenário de sua morte, foi inaugurado seu busto na frente da então Assembleia Legislativa do Paraná, atual sede da Câmara Municipal de Curitiba, na esquina das ruas Barão do Rio Branco e Visconde de Guarapuava, contendo placa comemorativa original com a seguinte inscrição: "Defendeu a Pátria com armas na mão. Construiu estradas e caminhos e libertou também escravos."